# Jean-Marie Untaani Compaoré
Jean-Marie Untaani Compaoré, né le 29 juillet 1933 à Saganyônyôgo et mort le 9 novembre 2024, est un prélat burkinabé et archevêque catholique romain de Ouagadougou.

## Biographie
Jean-Marie Untaani Compaoré a été ordonné prêtre de l'archidiocèse de Ouagadougou le 8 septembre 1962.
Le pape Paul VI le nomme évêque auxiliaire de Ouagadougou et évêque titulaire de Lamzella (de) le 17 mai 1973. L'archevêque de Ouagadougou, le cardinal Paul Zoungrana, lui confère l'ordination épiscopale le 28 octobre de la même année. Les co-consécrateurs étaient Jean-Baptiste Kpiéle Somé, évêque de Diébougou (de), et Dieudonné Yougbaré, évêque de Koupéla.
Le 15 juin 1979, il est nommé évêque de Fada N’Gourma (de). Le pape Jean-Paul II le nomme archevêque de Ouagadougou le 10 juin 1995.
Le 13 mai 2009, le pape Benoît XVI accepte sa retraite en raison de son âge.
Il meurt le 10 novembre 2024 à Ouagadougou,, âgé de 91 ans.